# Törökország éghajlata
Törökország éghajlata a mérsékelt övbe tartozik. A klimatikus viszonyokat meghatározó egyéb tényezők a tengerek közelsége és a domborzat, amelyek alapján több egymástól lényegesen különböző éghajlati területről beszélhetünk. 

Törökország éghajlati területei a Köppen-osztályozáson (angol nyelvű)

## Általános jellemzés
Az ország az Ibériai-félszigettel azonos szélességen fekszik; az ország domborzati viszonyai is hasonlók és éghajlatukban is sok a rokon vonás. Anatóliában viszont a tengerek mérséklő hatása – a peremhegységek miatt – nem érvényesül.
Az ország éghajlati területeiː
- A fekete-tengeri partvidék Köppen-osztályozásán túlnyomórészt mérsékelt óceáni (Cfb), ez Törökország legcsapadékosabb része. Minden évszakban gyakori az eső. Az évi átlagos csapadékmennyiség 600–800 mm között változik,[2] a keleti részeken helyenként eléri vagy meghaladja a 2000–2500 mm-t is, nyugat felé haladva 1000 mm alá csökken.[3] A telek enyhék, de nyugatabbra már a téli hónapokban gyakrabban jelennek meg a fagyok. A napsütés évi összegei 1600–2400 óra között alakulnak.

- A földközi-tengeri partvidék (az Égei-tenger partvidékével együtt) mediterrán éghajlatú. Itt is viszonylag sok a csapadékmennyiség, de évi eloszlása korántsem egyenletes. Nyáron alig hull eső. Évi mennyisége a parton 500-700, a hegyekben 1300–2000 mm.[3] A napsütés bőséges, évi összegei meghaladják a 2700 órát, egyes helyeken elérik a 3100–3200 órát is.[2]

- A Márvány-tenger partvidéke és a Boszporusz környéke átmeneti az óceáni-kontinentális és a mediterrán éghajlat között. Itt viszonylag gyakran változnak az időjárási viszonyok. Télen nem ritka a kemény fagy és a hóesés sem. Nyáron nem olyan esős, mint a Fekete-tenger partja, de olyan forró és száraz sem, mint délen.[3]

- Az Anatóliai-fennsík a Pontuszi-hegyvidék és a Torosz-hegység esőárnyékában fekszik, és e magas hegyvonulatok meggátolják a tenger mérséklő hatásának érvényesülését. Éghajlata száraz, szélsőséges mérsékelt övi, szubtrópusi sztyepp.[2] A nyár száraz és forró a leszálló légmozgások miatt. A szárazságot a peremhegységek csak fokozzák, a légtömegek ugyanis a medencék belsejébe főnszélként érkeznek. A tél hideg, nagy a napi és évi hőingás.[4]

Az ország legnagyobb részét kitevő Anatóliai-fennsík éghajlatát több alzónára különítik elː
- - Közép-Anatólia éghajlataː A tél a régió keleti részén hidegebb, a nyarak kicsit forróbbak. A leghidegebb hónap a január, középhőmérséklete -0,7 ° C, a legmelegebb hónap a július, középhőmérsékleteː 22 °C. Az átlagos éves csapadékmennyiség 414 mm körüli; de sok helyen nem éri el a 400 mm-t sem. Az átlagos éves középhőmérséklet 10,8 °C. Az átlagos éves relatív páratartalom 63,7%. A növénytermesztés csak öntözéssel lehetséges. A régió természetes növényzete a füves sztyeppe.

- - Kelet-Anatólia éghajlataː A nyár rövid és hűvös, a tél hideg és hosszú. Télen a csapadék hó formájában hullik. A nyár alacsony az alacsony területeken. Január átlagos középhőmérséklete -4,2 ° C; A júliusi átlag 24,2 ° C. Az átlagos évi csapadékmennyiség 580 mm körüli és legtöbb csapadék télen és tavasszal hull le.

- - Délkelet-Anatólia éghajlataː A nyár nagyon meleg, a tél hideg. Az átlagos éves középhőmérséklet 16,4 °C. A január középhőm. átlaga 3,7 °C; A júliusi középhőmérsékleti átlag 29,8 °C. Az 565 mm-es éves átlagos csapadékmennyiség nagy része télen és tavasszal esik. Az átlagos éves relatív páratartalom alacsony: 53,6%. Az alacsony relatív páratartalom és a forró nyár növeli az aszály súlyosságát.

- Az ország keleti végében, az Örmény-felföldön, továbbá a magas hegyvidékeken magashegységi éghajlat alakult ki, amelyet a zord tél és hűvös nyár jellemez.[2] A hótakaró hosszú időn át megmarad, a tél hidegebb, mint az Anatóliai-fennsíkon. A legtöbb csapadék tavasszal és a nyár elején hullik, a tenyészidőszak azonban száraz.[4]

## Összehasonlítás

Grafikoni ábrák török városok hőmérsékletének (Temp. - piros vonal) és csapadékának (Prec. - kék) alakulásáról
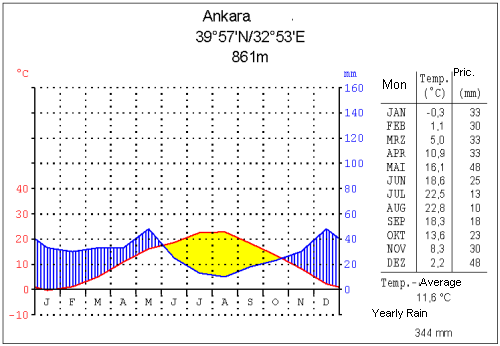
Ankara
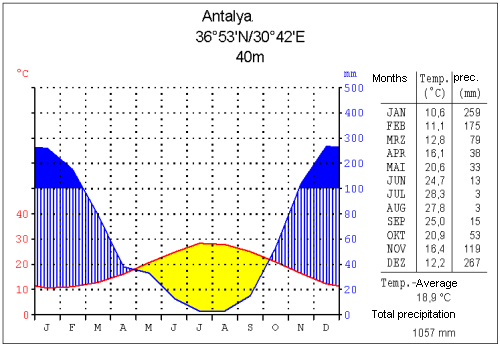
Antalya
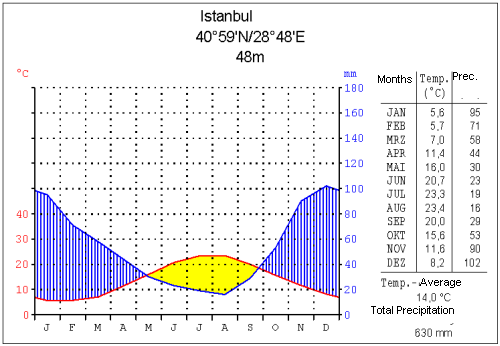
Isztambul
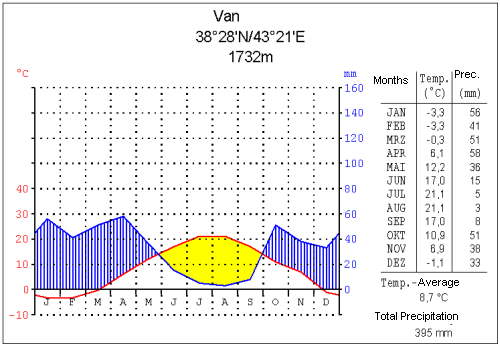
Van
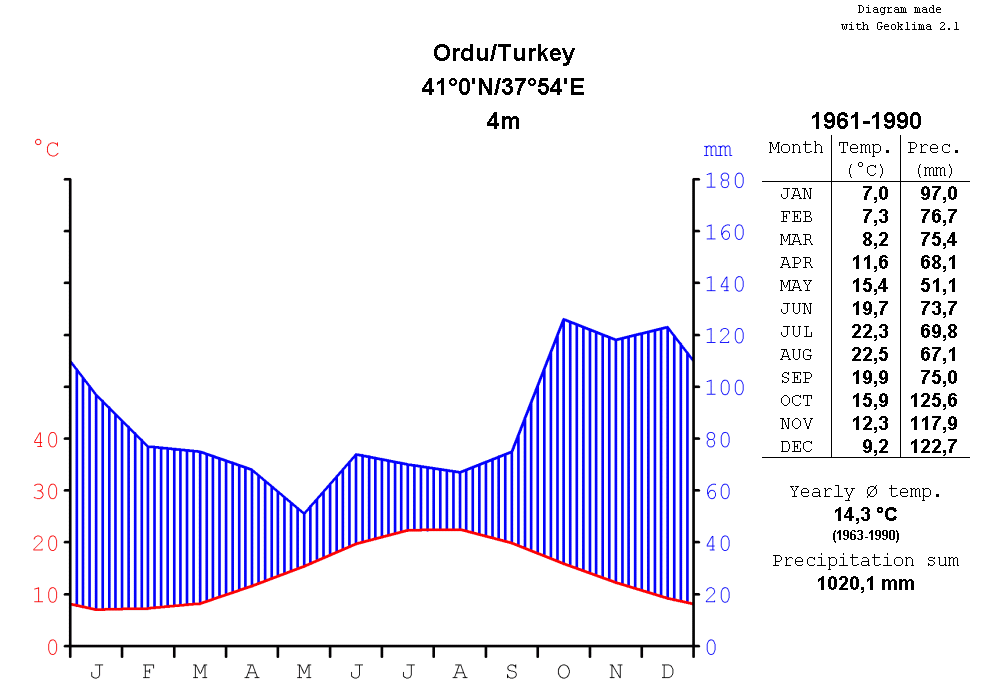
Ordu
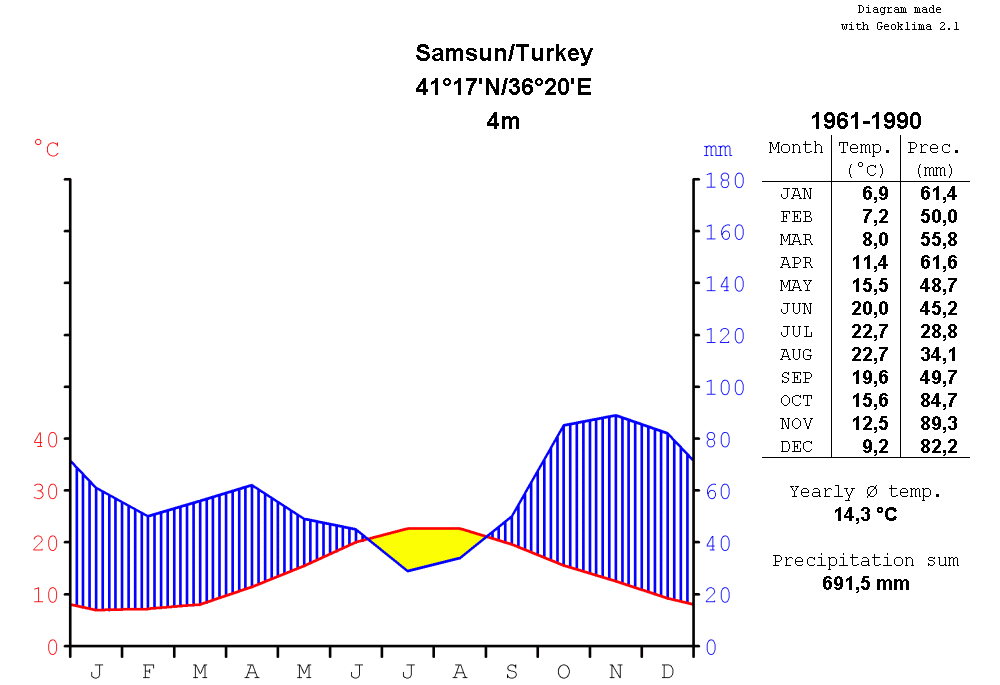
Szamszun

## Éghajlattáblázatok

### Legnagyobb városok
| Hónap                                                                      | Jan.  | Feb.  | Már. | Ápr. | Máj. | Jún. | Júl. | Aug. | Szep. | Okt. | Nov. | Dec.  | Év    |
| -------------------------------------------------------------------------- | ----- | ----- | ---- | ---- | ---- | ---- | ---- | ---- | ----- | ---- | ---- | ----- | ----- |
| Rekord max. hőmérséklet (°C)                                               | 18,3  | 24,0  | 26,2 | 32,9 | 33,0 | 40,2 | 40,5 | 38,8 | 33,6  | 34,2 | 27,2 | 21,2  | 40,5  |
| Átlagos max. hőmérséklet (°C)                                              | 8,7   | 9,1   | 11,2 | 16,5 | 21,4 | 26,0 | 28,4 | 28,5 | 25,0  | 20,1 | 15,3 | 11,1  | 18,5  |
| Átlaghőmérséklet (°C)                                                      | 5,8   | 5,9   | 7,6  | 12,1 | 16,7 | 21,0 | 23,4 | 23,6 | 20,2  | 16,0 | 11,9 | 8,2   | 14,4  |
| Átlagos min. hőmérséklet (°C)                                              | 2,9   | 2,8   | 3,9  | 7,7  | 12,0 | 16,0 | 18,5 | 18,7 | 15,5  | 12,0 | 8,5  | 5,3   | 10,4  |
| Rekord min. hőmérséklet (°C)                                               | −10,4 | −16,1 | −7,0 | −0,6 | 3,6  | 8,0  | 10,5 | 8,2  | 5,2   | 1,0  | −7,0 | −11,0 | −16,1 |
| Átl. csapadékmennyiség (mm)                                                | 98    | 80    | 70   | 46   | 36   | 34   | 39   | 48   | 61    | 97   | 111  | 124   | 844   |
| Napi napsütéses órák száma                                                 | 3     | 3     | 4    | 7    | 9    | 11   | 12   | 11   | 9     | 6    | 5    | 2     | 7     |
| Forrás: "Meteorológiai Világszervezet (ENSZ)"; Török Meteorológiai Intézet |       |       |      |      |      |      |      |      |       |      |      |       |       |

| Hónap                               | Jan.  | Feb.  | Már.  | Ápr. | Máj. | Jún. | Júl. | Aug. | Szep. | Okt. | Nov. | Dec.  | Év    |
| ----------------------------------- | ----- | ----- | ----- | ---- | ---- | ---- | ---- | ---- | ----- | ---- | ---- | ----- | ----- |
| Rekord max. hőmérséklet (°C)        | 16,6  | 19,9  | 25,7  | 30,3 | 33,0 | 37,0 | 41,2 | 39,0 | 35,2  | 32,2 | 24,4 | 18,0  | 41,2  |
| Átlagos max. hőmérséklet (°C)       | 4,3   | 6,5   | 11,6  | 17,0 | 22,0 | 26,3 | 30,0 | 29,8 | 25,9  | 19,7 | 12,3 | 6,1   | 17,7  |
| Átlaghőmérséklet (°C)               | 0,4   | 1,9   | 6,0   | 11,2 | 15,9 | 19,9 | 23,4 | 22,9 | 18,5  | 12,9 | 6,6  | 2,3   | 11,9  |
| Átlagos min. hőmérséklet (°C)       | −2,9  | −2,2  | 0,8   | 5,7  | 9,6  | 12,9 | 16,0 | 15,8 | 11,7  | 7,3  | 2,2  | −0,8  | 6,4   |
| Rekord min. hőmérséklet (°C)        | −32,9 | −21,5 | −19,2 | −6,7 | −1,6 | 5,0  | 6,8  | 7,2  | 2,8   | −3,4 | −8,8 | −14,6 | −32,9 |
| Napi napsütéses órák száma          | 3     | 4     | 6     | 6    | 9    | 10   | 11   | 11   | 9     | 7    | 4    | 2     | 7     |
| Forrás: Török Meteorológiai Intézet |       |       |       |      |      |      |      |      |       |      |      |       |       |

| Hónap                                             | Jan. | Feb. | Már. | Ápr. | Máj. | Jún. | Júl. | Aug. | Szep. | Okt. | Nov. | Dec. | Év   |
| ------------------------------------------------- | ---- | ---- | ---- | ---- | ---- | ---- | ---- | ---- | ----- | ---- | ---- | ---- | ---- |
| Rekord max. hőmérséklet (°C)                      | 22,4 | 27,0 | 30,5 | 32,5 | 37,6 | 41,3 | 42,6 | 43,0 | 40,1  | 36,0 | 30,3 | 25,2 | 43,0 |
| Átlagos max. hőmérséklet (°C)                     | 12,3 | 13,5 | 16,1 | 20,8 | 26,0 | 30,6 | 33,1 | 32,9 | 29,1  | 23,9 | 18,4 | 14,0 | 22,6 |
| Átlagos min. hőmérséklet (°C)                     | 5,7  | 6,1  | 7,5  | 11,0 | 15,3 | 19,7 | 22,3 | 22,2 | 18,5  | 14,5 | 10,6 | 7,5  | 13,5 |
| Rekord min. hőmérséklet (°C)                      | −8,2 | −5,2 | −3,8 | 0,6  | 4,3  | 9,5  | 15,4 | 11,5 | 10,0  | 3,6  | −2,9 | −4,7 | −8,2 |
| Átl. csapadékmennyiség (mm)                       | 133  | 102  | 76   | 46   | 31   | 10   | 2    | 3    | 14    | 44   | 93   | 143  | 697  |
| Havi napsütéses órák száma                        | 130  | 144  | 198  | 237  | 304  | 345  | 378  | 369  | 303   | 233  | 165  | 127  | 2933 |
| Forrás: Török Met. Szolg.; Deutscher Wetterdienst |      |      |      |      |      |      |      |      |       |      |      |      |      |

### Fekete-tenger partja
| Hónap                         | Jan. | Feb. | Már. | Ápr. | Máj. | Jún. | Júl. | Aug. | Szep. | Okt. | Nov. | Dec. | Év   |
| ----------------------------- | ---- | ---- | ---- | ---- | ---- | ---- | ---- | ---- | ----- | ---- | ---- | ---- | ---- |
| Rekord max. hőmérséklet (°C)  | 24,2 | 26,5 | 33,6 | 37,0 | 36,4 | 37,4 | 37,5 | 35,2 | 38,3  | 38,4 | 31,4 | 28,9 | 38,4 |
| Átlagos max. hőmérséklet (°C) | 10,9 | 11,1 | 12,0 | 15,3 | 19,0 | 23,7 | 26,5 | 27,0 | 23,9  | 20,1 | 16,7 | 13,1 | 18,3 |
| Átlagos min. hőmérséklet (°C) | 4,2  | 3,9  | 4,7  | 8,0  | 12,1 | 16,2 | 19,2 | 19,7 | 16,5  | 12,9 | 9,2  | 6,4  | 11,1 |
| Rekord min. hőmérséklet (°C)  | −8,1 | −7,4 | −7,0 | −2,4 | 2,7  | 9,0  | 13,4 | 14,0 | 7,0   | 1,5  | −2,8 | −4,0 | −8,1 |
| Átl. csapadékmennyiség (mm)   | 68   | 58   | 63   | 57   | 49   | 46   | 32   | 40   | 51    | 81   | 84   | 78   | 706  |
| Havi napsütéses órák száma    | 78   | 90   | 102  | 129  | 192  | 246  | 264  | 254  | 186   | 136  | 102  | 74   | 1854 |
| Forrás: Török Meteorológia    |      |      |      |      |      |      |      |      |       |      |      |      |      |

| Hónap                                        | Jan. | Feb. | Már. | Ápr. | Máj. | Jún. | Júl. | Aug. | Szep. | Okt. | Nov. | Dec. | Év   |
| -------------------------------------------- | ---- | ---- | ---- | ---- | ---- | ---- | ---- | ---- | ----- | ---- | ---- | ---- | ---- |
| Rekord max. hőmérséklet (°C)                 | 25,9 | 30,1 | 35,2 | 37,6 | 38,2 | 36,7 | 37,0 | 38,2 | 36,7  | 33,8 | 32,8 | 26,4 | 38,2 |
| Átlagos max. hőmérséklet (°C)                | 10,7 | 10,7 | 11,8 | 15,5 | 19,1 | 23,1 | 25,8 | 26,5 | 23,6  | 20,0 | 16,4 | 12,9 | 18,1 |
| Átlagos min. hőmérséklet (°C)                | 4,5  | 4,3  | 5,3  | 8,6  | 12,8 | 16,9 | 19,8 | 20,3 | 17,3  | 13,6 | 9,9  | 6,6  | 11,7 |
| Rekord min. hőmérséklet (°C)                 | −7,0 | −7,4 | −5,8 | −2,0 | 4,2  | 9,2  | 11,0 | 13,5 | 7,3   | 3,4  | −1,6 | −3,3 | −7,4 |
| Átl. csapadékmennyiség (mm)                  | 82   | 64   | 58   | 57   | 52   | 50   | 36   | 45   | 79    | 115  | 99   | 83   | 820  |
| Havi napsütéses órák száma                   | 84   | 90   | 105  | 126  | 171  | 210  | 183  | 174  | 147   | 140  | 108  | 84   | 1621 |
| Forrás: Turkish State Meteorological Service |      |      |      |      |      |      |      |      |       |      |      |      |      |

### Földközi-tenger partja
| Hónap                                             | Jan. | Feb. | Már. | Ápr. | Máj. | Jún. | Júl. | Aug. | Szep. | Okt. | Nov. | Dec. | Év   |
| ------------------------------------------------- | ---- | ---- | ---- | ---- | ---- | ---- | ---- | ---- | ----- | ---- | ---- | ---- | ---- |
| Rekord max. hőmérséklet (°C)                      | 25,3 | 27,2 | 30,1 | 36,2 | 40,0 | 46,6 | 50,8 | 48,6 | 45,1  | 34,9 | 30,6 | 28,4 | 50,8 |
| Átlagos max. hőmérséklet (°C)                     | 15,1 | 15,2 | 17,6 | 21,1 | 26,0 | 31,2 | 34,2 | 34,0 | 30,3  | 25,6 | 20,3 | 16,5 | 24,0 |
| Átlagos min. hőmérséklet (°C)                     | 8,3  | 8,0  | 9,7  | 12,7 | 16,5 | 20,8 | 23,3 | 23,3 | 20,3  | 16,8 | 12,8 | 9,8  | 15,2 |
| Átl. csapadékmennyiség (mm)                       | 134  | 108  | 74   | 39   | 18   | 8    | 1    | 9    | 21    | 41   | 98   | 156  | 706  |
| Havi napsütéses órák száma                        | 149  | 151  | 198  | 225  | 285  | 318  | 338  | 322  | 273   | 223  | 168  | 140  | 2791 |
| Forrás: Devlet Meteoroloji İşleri Genel Müdürlüğü |      |      |      |      |      |      |      |      |       |      |      |      |      |

| Hónap                                | Jan. | Feb. | Már. | Ápr. | Máj. | Jún. | Júl. | Aug. | Szep. | Okt. | Nov. | Dec. | Év   |
| ------------------------------------ | ---- | ---- | ---- | ---- | ---- | ---- | ---- | ---- | ----- | ---- | ---- | ---- | ---- |
| Rekord max. hőmérséklet (°C)         | 23,9 | 26,7 | 30,7 | 36,4 | 38,7 | 44,8 | 45,4 | 44,6 | 42,5  | 38,7 | 33,0 | 26,1 | 45,4 |
| Átlagos max. hőmérséklet (°C)        | 14,9 | 15,5 | 17,9 | 21,3 | 25,5 | 30,7 | 34,0 | 34,0 | 31,0  | 26,5 | 21,2 | 16,6 | 24,1 |
| Átlagos min. hőmérséklet (°C)        | 5,9  | 6,3  | 8,0  | 11,1 | 15,1 | 19,5 | 22,6 | 22,6 | 19,3  | 15,1 | 10,7 | 7,5  | 13,7 |
| Rekord min. hőmérséklet (°C)         | −4,3 | −4,6 | −1,6 | 1,3  | 6,7  | 11,1 | 14,8 | 13,6 | 10,3  | 0,9  | 0,0  | −1,9 | −4,6 |
| Átl. csapadékmennyiség (mm)          | 235  | 155  | 97   | 52   | 32   | 9    | 2    | 3    | 14    | 72   | 131  | 259  | 1062 |
| Havi napsütéses órák száma           | 155  | 161  | 208  | 237  | 298  | 339  | 363  | 347  | 291   | 239  | 189  | 149  | 2975 |
| Forrás: TMSz; Deutscher Wetterdienst |      |      |      |      |      |      |      |      |       |      |      |      |      |

| Hónap                                        | Jan. | Feb. | Már. | Ápr. | Máj. | Jún. | Júl. | Aug. | Szep. | Okt. | Nov. | Dec. | Év   |
| -------------------------------------------- | ---- | ---- | ---- | ---- | ---- | ---- | ---- | ---- | ----- | ---- | ---- | ---- | ---- |
| Rekord max. hőmérséklet (°C)                 | 26,5 | 28,5 | 32,0 | 37,5 | 41,3 | 42,8 | 44,0 | 45,6 | 43,2  | 41,5 | 34,3 | 30,8 | 45,6 |
| Átlagos max. hőmérséklet (°C)                | 14,7 | 16,1 | 19,3 | 23,6 | 28,2 | 31,7 | 33,8 | 34,6 | 33,1  | 28,9 | 22,5 | 16,7 | 25,3 |
| Átlagos min. hőmérséklet (°C)                | 5,1  | 5,9  | 8,1  | 11,8 | 15,6 | 19,6 | 22,8 | 23,2 | 20,0  | 15,5 | 10,6 | 6,8  | 13,8 |
| Rekord min. hőmérséklet (°C)                 | −8,1 | −6,6 | −4,9 | −1,3 | 5,6  | 9,2  | 11,5 | 14,8 | 9,3   | 3,5  | −4,3 | −4,4 | −8,1 |
| Átl. csapadékmennyiség (mm)                  | 108  | 90   | 65   | 51   | 47   | 20   | 6    | 6    | 18    | 42   | 72   | 119  | 645  |
| Havi napsütéses órák száma                   | 140  | 150  | 186  | 213  | 282  | 318  | 335  | 322  | 270   | 229  | 177  | 136  | 2758 |
| Forrás: Turkish State Meteorological Service |      |      |      |      |      |      |      |      |       |      |      |      |      |

### Belső területek
| Hónap                                        | Jan.  | Feb.  | Már.  | Ápr. | Máj. | Jún. | Júl. | Aug. | Szep. | Okt.  | Nov.  | Dec.  | Év    |
| -------------------------------------------- | ----- | ----- | ----- | ---- | ---- | ---- | ---- | ---- | ----- | ----- | ----- | ----- | ----- |
| Rekord max. hőmérséklet (°C)                 | 17,6  | 23,8  | 28,9  | 34,6 | 34,5 | 36,7 | 40,6 | 39,0 | 37,2  | 31,6  | 27,0  | 21,8  | 40,6  |
| Átlagos max. hőmérséklet (°C)                | 4,6   | 6,8   | 11,7  | 17,5 | 22,2 | 26,6 | 30,1 | 30,1 | 25,9  | 19,8  | 13,0  | 6,5   | 18,0  |
| Átlagos min. hőmérséklet (°C)                | −4,2  | −3,3  | −0,2  | 4,3  | 8,5  | 12,5 | 15,7 | 15,5 | 10,9  | 5,7   | 0,7   | −2,3  | 5,4   |
| Rekord min. hőmérséklet (°C)                 | −28,2 | −26,5 | −16,4 | −8,6 | −1,2 | 1,8  | 6,0  | 5,3  | −3,0  | −11,0 | −20,0 | −26,0 | −28,2 |
| Átl. csapadékmennyiség (mm)                  | 37    | 29    | 29    | 32   | 44   | 25   | 6    | 5    | 12    | 30    | 32    | 42    | 322   |
| Havi napsütéses órák száma                   | 102   | 130   | 183   | 213  | 276  | 318  | 360  | 347  | 285   | 223   | 159   | 99    | 2695  |
| Forrás: Turkish State Meteorological Service |       |       |       |      |      |      |      |      |       |       |       |       |       |

| Hónap                                             | Jan. | Feb. | Már. | Ápr. | Máj. | Jún. | Júl. | Aug. | Szep. | Okt. | Nov. | Dec. | Év   |
| ------------------------------------------------- | ---- | ---- | ---- | ---- | ---- | ---- | ---- | ---- | ----- | ---- | ---- | ---- | ---- |
| Átlagos max. hőmérséklet (°C)                     | 10,0 | 11,8 | 16,5 | 22,2 | 28,6 | 34,6 | 38,7 | 38,2 | 33,8  | 26,9 | 18,5 | 12,0 | 24,4 |
| Átlagos min. hőmérséklet (°C)                     | 2,3  | 2,9  | 6,2  | 10,5 | 15,6 | 20,8 | 24,4 | 24,0 | 20,1  | 14,8 | 8,4  | 4,1  | 12,9 |
| Átl. csapadékmennyiség (mm)                       | 87   | 71   | 64   | 48   | 28   | 3    | 1    | 1    | 3     | 27   | 47   | 79   | 459  |
| Havi napsütéses órák száma                        | 127  | 137  | 195  | 228  | 310  | 363  | 381  | 350  | 303   | 239  | 174  | 124  | 2932 |
| Forrás: Devlet Meteoroloji İşleri Genel Müdürlüğü |      |      |      |      |      |      |      |      |       |      |      |      |      |

| Hónap                                             | Jan.  | Feb.  | Már.  | Ápr.  | Máj. | Jún. | Júl. | Aug. | Szep. | Okt. | Nov.  | Dec.  | Év    |
| ------------------------------------------------- | ----- | ----- | ----- | ----- | ---- | ---- | ---- | ---- | ----- | ---- | ----- | ----- | ----- |
| Rekord max. hőmérséklet (°C)                      | 12,6  | 14,3  | 22,7  | 27,2  | 28,3 | 33,2 | 37,5 | 35,7 | 35,0  | 27,0 | 20,1  | 15,5  | 37,5  |
| Átlagos max. hőmérséklet (°C)                     | 1,9   | 2,6   | 6,6   | 12,8  | 18,3 | 23,7 | 27,9 | 28,0 | 23,9  | 17,1 | 10,0  | 4,4   | 14,8  |
| Átlagos min. hőmérséklet (°C)                     | −7,6  | −7,2  | −2,7  | 2,8   | 7,1  | 10,9 | 14,7 | 14,7 | 10,8  | 5,7  | 0,3   | −4,6  | 3,8   |
| Rekord min. hőmérséklet (°C)                      | −28,7 | −28,2 | −22,7 | −17,5 | −1,5 | −2,6 | 3,6  | 6,6  | −0,1  | −7,5 | −18,6 | −21,3 | −28,7 |
| Átl. csapadékmennyiség (mm)                       | 32    | 33    | 46    | 56    | 48   | 18   | 5    | 3    | 15    | 43   | 48    | 38    | 386   |
| Havi napsütéses órák száma                        | 146   | 148   | 192   | 216   | 288  | 351  | 378  | 363  | 306   | 229  | 171   | 136   | 2925  |
| Forrás: Devlet Meteoroloji İşleri Genel Müdürlüğü |       |       |       |       |      |      |      |      |       |      |       |       |       |

| Hónap                                             | Jan. | Feb. | Már. | Ápr. | Máj. | Jún. | Júl. | Aug. | Szep. | Okt. | Nov. | Dec. | Év   |
| ------------------------------------------------- | ---- | ---- | ---- | ---- | ---- | ---- | ---- | ---- | ----- | ---- | ---- | ---- | ---- |
| Átlagos max. hőmérséklet (°C)                     | 6,7  | 8,9  | 14,5 | 20,2 | 26,5 | 33,7 | 38,4 | 38,1 | 33,2  | 25,2 | 16,1 | 9,2  | 22,6 |
| Átlagos min. hőmérséklet (°C)                     | −2,3 | −1,1 | 2,7  | 7,1  | 11,4 | 17,0 | 21,8 | 21,1 | 16,1  | 10,2 | 3,9  | −0,1 | 9,0  |
| Átl. csapadékmennyiség (mm)                       | 68   | 69   | 67   | 69   | 41   | 8    | 1    | 0    | 4     | 35   | 52   | 71   | 485  |
| Havi napsütéses órák száma                        | 121  | 134  | 174  | 207  | 301  | 366  | 388  | 363  | 297   | 229  | 162  | 118  | 2859 |
| Forrás: Devlet Meteoroloji İşleri Genel Müdürlüğü |      |      |      |      |      |      |      |      |       |      |      |      |      |

| Hónap                                        | Jan.  | Feb.  | Már.  | Ápr.  | Máj. | Jún. | Júl. | Aug. | Szep. | Okt.  | Nov.  | Dec.  | Év    |
| -------------------------------------------- | ----- | ----- | ----- | ----- | ---- | ---- | ---- | ---- | ----- | ----- | ----- | ----- | ----- |
| Rekord max. hőmérséklet (°C)                 | 18,0  | 22,6  | 28,6  | 31,2  | 33,6 | 37,6 | 40,7 | 40,6 | 36,0  | 33,6  | 26,0  | 21,0  | 40,7  |
| Átlagos max. hőmérséklet (°C)                | 4,0   | 6,1   | 11,3  | 17,6  | 22,4 | 26,8 | 30,6 | 30,7 | 26,5  | 20,3  | 12,9  | 6,4   | 18,0  |
| Átlagos min. hőmérséklet (°C)                | −6,8  | −5,2  | −1,4  | 3,1   | 6,7  | 9,7  | 11,9 | 11,4 | 7,3   | 3,4   | −0,9  | −4,4  | 2,9   |
| Rekord min. hőmérséklet (°C)                 | −32,5 | −31,2 | −28,1 | −11,6 | −6,9 | −0,6 | 2,9  | 1,4  | −3,8  | −12,2 | −20,7 | −28,4 | −32,5 |
| Átl. csapadékmennyiség (mm)                  | 35    | 36    | 42    | 52    | 52   | 40   | 9    | 7    | 14    | 28    | 33    | 37    | 384   |
| Havi napsütéses órák száma                   | 93    | 113   | 149   | 186   | 254  | 309  | 369  |      | 273   | 208   | 144   | 93    | 2191  |
| Forrás: Turkish State Meteorological Service |       |       |       |       |      |      |      |      |       |       |       |       |       |

## Fordítás
- Ez a szócikk részben vagy egészben  a   Türkiye'deki iklim çeşitleri című török Wikipédia-szócikk fordításán alapul.  Az eredeti cikk szerkesztőit annak laptörténete sorolja fel. Ez a jelzés csupán a megfogalmazás eredetét és a szerzői jogokat jelzi, nem szolgál a cikkben szereplő információk forrásmegjelöléseként.